# Robert Emden
Robert Emden (* 4. März 1862 in St. Gallen; † 8. Oktober 1940 in Zürich) war ein Schweizer Physiker, Astrophysiker und Meteorologe.

## Leben
Seine Eltern waren der Kaufmann Moritz Philipp Emden (1826–1907) und dessen Ehefrau Emma geborene Gerstle (1840–1926).
Er studierte in Heidelberg, Berlin und in Straßburg und promovierte 1887 dort mit der Arbeit „Über die Dampfspannungen von Salzlösungen“.
Von 1899 bis 1902 redigierte er die Illustrierten Aeronautischen Mitteilungen, eine „Fachzeitschrift für alle Interessen der Flugtechnik mit ihren Hilfswissenschaften, für aeronautische Industrie und Unternehmungen“.
1907 wurde Emden Professor für Physik und Meteorologie und Luftschifffahrt an der Technischen Universität München. Später kam eine Professur für theoretische Physik und eine Honorarprofessur für Astrophysik hinzu. 1933 übersiedelte er wegen politischen Drucks in die Schweiz nach Zürich. Seit 1920 war er Mitglied der Bayerischen Akademie der Wissenschaften.
Am 11. September 1908 heiratete er in Frankfurt am Main Karl Schwarzschilds Schwester Klara Auguste (1887–1946), mit der er fünf Töchter und einen Sohn hatte.

Standardmodell der Sternstruktur nach Robert Emden mit den Werten der relativen Zustandsgrößen Temperatur, Dichte, Masse der äußeren Kugelschale und Druck.

Emden wandte seine Forschungsergebnisse über die Expansion und Kompression von Gaskugeln auch auf den Sternaufbau an. Hierbei war sein Werk Gaskugeln, Anwendungen der mechanischen Wärmetheorie auf kosmologische und meteorologische Probleme (1907) wegweisend, in dem er als Erster die Ergebnisse der Thermodynamik konsequent auf die Untersuchung des inneren Aufbaus von Sternen anwandte. Dabei verwandte er für die Materie im Sterninnern eine polytrope Zustandsgleichung was zu einer gewöhnlichen Differentialgleichung für die Dichteverteilung im sphärisch symmetrischen Fall führte, die Lane-Emden-Gleichung.
Eine ebenfalls wichtige Arbeit sind die Beiträge zur Sonnentheorie, 1901.
Robert Emden wandte Schwarzschilds Theorie des Strahlungsgleichgewichts auf die Erdatmosphäre an und erklärte den Übergang von konvektiver (wärmetransportierender) Troposphäre in 10 km Höhe zur Stratosphäre im Strahlungsgleichgewicht. Als Ballonfahrer behandelte er von thermodynamischen und aerodynamischen Betrachtungen ausgehend bis zur Durchrechnung für den Gebrauch die „Grundlagen der Ballonführung“ und hat Versuche zur photogrammetrischen Vermessung aus der Luft begonnen. Er nahm sich Problemen mit Bezug zum Gletschereis, zum Luftwiderstand von Geschossen, zur Relativitätstheorie und zur Schallausbreitung an.
Ein Mondkrater ist nach Robert Emden benannt.

## Schriften (Auswahl)
- Gaskugeln: Anwendungen der mechanischen Wärmetheorie auf kosmologische und meteorologische Probleme. Teubner, Leipzig/Berlin 1907.
- Grundlagen der Ballonführung. Teubner, Leipzig/Berlin 1910.